# Toàn Tông
Toàn Tông (chữ Hán: 全琮, 198 – 249) là tướng lãnh Đông Ngô thời Tam quốc trong lịch sử Trung Quốc. Ông được xếp vào nhóm tướng lãnh có nhiều công trạng trấn áp nội loạn.

## Xuất thân
Tông tự Tử Hoàng, người huyện Tiền Đường, quận Ngô . Cha là Toàn Nhu, thời Hán Linh đế được cử Hiếu liêm, bổ làm Thượng thư lang hữu thừa. Khi Đổng Trác nắm quyền, Nhu bỏ quan về nhà, được Dương Châu thứ sử Trần Ôn (tại nhiệm 190 – 193) vời làm Biệt giá tòng sự, rồi có chiếu thư bái làm Cối Kê đông bộ đô úy. Tôn Sách đến quận Ngô (195), Nhu cử binh quy phụ đầu tiên. Được Sách dâng biểu lấy nhu làm Đan Dương đô úy. Tôn Quyền nối nghiệp (200), lấy Nhu giữ chức trưởng sử, dời làm Quế Dương thái thú. 
Nhu từng sai Tông đem vài ngàn hộc gạo đến quận Ngô, tìm chợ để bán. Tông đến nơi, phân phát tất cả, đem thuyền rỗng quay về. Nhu cả giận, Tông dập đầu thưa mình đã giúp đỡ sĩ đại phu đang gặp hoạn nạn; Nhu lấy làm lạ. Bấy giờ sĩ phu Trung Nguyên tránh loạn về miền nam, nương nhờ Tông có trăm vài mươi người; ông dốc gia sản để giúp đỡ, cùng họ chia sẻ ngọt bùi, nên nổi tiếng khắp xa gần. 

## Sự nghiệp
Ban đầu Tông được Tôn Quyền lấy làm Phấn uy hiệu úy, trao cho mấy ngàn binh, sai đi trấn áp các tộc thiểu số Sơn Việt. Nhân đó Tông bắt đầu mộ quân, được hơn vạn tinh binh, ra đồn trú Ngưu Chử, dần được thăng đến Thiên tướng quân. 
Năm Kiến An thứ 24 (219), Quan Vũ vây Phàn Thành, Tương Dương, Tông dâng sớ bày kế tấn công Vũ. Bấy giờ Tôn Quyền cùng Lữ Mông ngầm tính kế tập kích Vũ, sợ chuyện tiết lộ, nên dìm tờ biểu của Tông không trả lời. Đến khi bắt được Vũ, Quyền bày tiệc ở Công An, nói với Tông rằng: “Anh trước trình bày việc này, cô dù không trả lời, thắng lợi hôm nay, cũng có công của anh đấy.” Vì thế Tông được phong làm Dương Hoa đình hầu. 
Năm Hoàng Vũ đầu tiên (222), thủy quân Tào Ngụy ra Động Khẩu, Ngô Đại đế Tôn Quyền sai Lữ Phạm đốc chư tướng kháng cự, đôi bên rơi vào thế giằng co. Tháng 11 ÂL, gió lớn nổi lên, quân Ngô chết đuối vài ngàn nên rút về bờ nam. Quân Ngụy vài lần dùng thuyền nhẹ đánh lén, Tông luôn khoác giáp cầm binh khí, tuần tra không nghỉ. Khi ấy Ngụy soái Tào Hưu sai Tang Bá đem 500 thuyền nhẹ, vạn lính cảm tử tập kích đồn Từ Lăng, đốt xe công thành, cướp giết vài ngàn người. Tông cùng Từ Thịnh đuổi kịp quân Ngụy ở giữa sông, chém tướng Ngụy là Doãn Lô, bắt giết vài trăm lính. Tông được thăng làm Tuy nam tướng quân, tiến phong Tiền Đường hầu.  
Năm thứ 4 (225), Tông được làm Giả tiết, lĩnh chức Cửu Giang thái thú. Năm thứ 7 (228), Ngô Đại đế đến Hoàn Thành, sai Tông theo Phụ quốc tướng quân Lục Tốn đánh Ngụy soái Tào Hưu, phá địch ở Thạch Đình. Bấy giờ các tộc thiểu số vùng núi ở các quận Đan Dương, Ngô, Cối Kê nổi dậy, đánh chiếm huyện Chúc. Ngô Đại đế cắt những khu vực hiểm trở của 3 quận hợp thành quận Đông An, cho Tông lĩnh chức thái thú.  Tông đặt trị sở tại huyện Phú Xuân  , thưởng phạt rõ ràng, kêu gọi quy hàng. Trong vài năm, Tông thu được hơn vạn người. Ngô Đại đế triệu Tông về đồn Ngưu Chử, bãi bỏ quận Đông An. 
Trên đường về đồn, Tông ghé qua Tiền Đường, sửa sang và cúng tế phần mộ, dựng cái thứ huy (cờ đi đầu) tràng (cờ tràng) tiết (cờ tiết) cái (lọng), tỏ rõ vinh diệu ở quê xưa, mời những người quen biết cũ, họ hàng nội ngoại, trao gởi ân huệ, kẻ được ngàn người được vạn. Người ở quê nhà đều lấy làm vẻ vang. 
Năm Hoàng Long đầu tiên (229), Tông được thăng Vệ tướng quân, Tả hộ quân, Từ Châu mục. 
Năm Gia Hòa thứ 2 (233), Tông đốc 5 vạn bộ kỵ tấn công Lục An, dân chúng Lục An tan chạy, chư tướng muốn chia binh đuổi bắt. Tông nói: “Thừa lúc hỗn loạn để tìm lợi ích, dùng biện pháp không vẹn toàn, là trái với đại thể của nước nhà. Nay chia binh bắt dân, được mất ngang nhau, há gọi là vẹn toàn ư? Cho dù bắt được dân, cũng không làm suy yếu kẻ địch, mà còn mất mát uy vọng của nước nhà. Lỡ như gặp địch, tổn hại ắt không nhỏ. Nếu bị bắt tội, Tông thà một mình nhận lấy, không dám ham công mà làm lỡ việc nước.” 
Năm thứ 3 (234), hai nước Ngô – Thục liên kết đánh Ngụy, Ngô Đại đế tự đến Tân Thành, cho Tông nhận phủ việt, làm Hữu đốc. Gặp lúc quân đội phát sanh bệnh dịch, nên vô công mà lui. 
Con trai thứ của Chu Du là Chu Dận chịu tội lưu đày ở quận Lư Lăng. Năm Xích Ô thứ 2 (239), Gia Cát Cẩn, Bộ Chất liên danh dâng sớ xin tha cho Dận, Tông cùng Chu Nhiên cũng cầu xin, Ngô Đại đế đồng ý.  Sau đó anh Du là Thiên tướng quân Chu Tuấn mất, Tông xin lấy con Tuấn là Hộ làm tướng, Ngô Đại đế chê hành vi của Hộ nguy hiểm, nên không đồng ý. 
Tháng 4 ÂL năm thứ 4 (241), Tông soái vài vạn quân tấn công Thọ Xuân, cùng tướng Ngụy là Vương Lăng giao chiến ở Thược bi. Quân Ngô thất thế, bọn tướng Tần Hoảng hơn mười người tử trận. Bọn Trương Hưu (con Trương Chiêu), Cố Thừa (con Cố Ung) hăng hái đánh trả, ghìm được quân Ngụy. Bọn Toàn Tự (con Tông), Toàn Đoan (cháu Tông) nhân đó đẩy lui quân Ngụy. Tháng 6 ÂL, quân Ngô rút lui.   
Luận công ban thưởng, ghìm được địch là công lớn, đẩy lui địch là công nhỏ. Bọn Hưu, Thừa đều được làm tướng quân thật sự, mà bọn Tự, Đoan chỉ được làm Thiên tướng quân hoặc Bì tướng quân. Cha con Tông phẫn hận,  nhiều lần nói Điển quân Trần Tuân tăng dối công của bọn Hưu, Thừa, cho rằng bọn họ tư thông. 
Năm thứ 9 (246), Tông được thăng làm Hữu đại tư mã, Tả quân sư. 
Năm thứ 12 (249), Tông mất,  hưởng thọ 52 tuổi. 

## Tính cách
Ban đầu Tông làm tướng, rất dũng cảm, quyết đoán, đương đầu với nguy nan, hăng hái không tiếc thân. Khi làm đốc soái, Tông trở nên kiềm chế thận trọng; mỗi lần cầm quân, ông luôn tính kế sách, không ham lợi nhỏ. 
Ngô Đại đế sai thái tử Tôn Đăng ra trận, đã xuất quân, đi đến An Nhạc, quần thần không dám can ngăn. Tông gởi mật biểu nói: “Xưa nay thái tử chưa từng ra trận, nên theo hoàng đế gọi là phủ quân, ở lại giữ thành gọi là giám quốc. Nay thái tử rời đông cung, trái với chế độ xưa, thần trộm lấy làm lo sợ.” Đế lập tức nghe theo, mệnh cho Đăng đem quân về. Người đời bàn luận đều cho rằng Tông có khí tiết của bậc đại thần. 
Tông làm người cung kính, hòa thuận, giỏi nhìn sắc mặt Ngô Đại đế để khuyên can, lời lẽ không khi nào mạo phạm bề trên. Trước khi Ngô Đại đế lấy Châu Nhai  rồi sau đó là Di Châu (nay là Đài Loan), đều hỏi Tông. Tông cho rằng những nơi ấy xa xôi, thủy thổ không hợp, binh sĩ dễ phát sanh bệnh tật, có đi không về, lợi bất cập hại; Ngô Đại đế không nghe. Trải qua 1 năm, binh sĩ chết vì bệnh dịch 8, 9 phần 10, đế rất lấy làm hối hận. Về sau đế nhắc đến việc này, Tông đáp: “Lúc bấy giờ, quần thần ai không can ngăn, thần cho rằng kẻ ấy bất trung.” 
Tông được hoàng đế gần gũi, trọng dụng, con em họ hàng đều sủng ái vinh hiển, bản thân ông được ban thưởng kể đến ngàn vàng, nhưng vẫn khiêm tốn đón tiếp sĩ đại phu, vẻ mặt không chút kiêu ngạo. 
Trần Thọ nhận xét: Sơn Việt quen thói phản loạn, khó yên dễ động, là bởi Tôn Quyền không rỗi với ngoại địch, phải điệu thấp với nhà Ngụy. Những bề tôi này, đều là kẻ có thể dẹp yên nội loạn, ổn định bờ cõi vậy... Toàn Tông là bậc tài năng ở đời, vinh hiển một thời, nhưng không biết dạy con, chịu chê cười mất danh dự. 

## Gia đình
- Vợ là Tôn Lỗ Ban, con gái cả của Ngô Đại đế, thành hôn vào năm Hoàng Long đầu tiên (229). [Tam quốc chí 28] [Tam quốc chí 29]
- Con trai trưởng là Toàn Tự, từ nhỏ nổi tiếng, sau đó được nhận tư cách Phụng triều thỉnh, rồi được ra khỏi triều đình nắm quân đội, dần được thăng đến Dương vũ tướng quân, Ngưu Chử đốc. Ngô Phế đế Tôn Lượng nối ngôi (252), Tự được thăng làm Trấn bắc tướng quân. Cùng năm, Tự theo Đinh Phụng làm tiên phong chiến đấu ở trận Đông Hưng, phá được quân Ngụy; nhờ công mà 1 con trai được phong tước đình hầu. Không rõ Tự mất khi nào, hưởng thọ 44 tuổi. [Tam quốc chí 30]
- Con trai thứ là Toàn Ký, vốn là tân khách của Lỗ vương Tôn Bá, bị Ngô Đại đế kết tội là bè đảng của Bá, chịu ban chết. [Tam quốc chí 31] [Tam quốc chí 32]
- Con trai đích là Toàn Dịch, mẹ là Tôn Lỗ Ban, được kế tự. Dịch được nối nghiệp cha, nắm binh làm tướng. Dịch tham gia cứu viện Gia Cát Đản ở Thọ Xuân (257 – 258), đầu hàng Tào Ngụy, được làm Bình đông tướng quân, phong Lâm Tương hầu.
Con Tự là Y, Nghi, Tĩnh theo Dịch ra hàng Ngụy, được làm đến chức quận thái thú, tước liệt hầu. [Tam quốc chí 33]
- Con trai út là Toàn Ngô, mẹ là Tôn Lỗ Ban, được phong Đô hương hầu. [Tam quốc chí 34]